# Марожан, Фабиан
Фабиан Марожан (венг. Fábián Marozsán; род. 8 октября 1999, Будапешт) — венгерский профессиональный теннисист.

## Спортивная карьера
Марожан выиграл свой первый титул на турнирах "Челленджер" в августе 2022 года в Баня-Луке. 
Второй "Челленджер" венгр выиграл в марте 2023 года в Анталии. 
Занимая 135-е место в рейтинге, Марожан дебютировал на турнирах ATP и Masters 1000 на Открытом чемпионате Италии 2023 года, квалифицировавшись в основную сетку. В дебютном же турнире он победил Корантена Муте, а затем 32-го сеяного Иржи Легечку на тай-брейке в третьем сете, после чего обыграл Карлоса Алькараса, выйдя в четвертый раунд, где уступил Борне Чоричу. 
19 июня 2023 года, выиграв титул "Перуджа Челленджер", победив первого сеяного Педро Качина из Аргентины в полуфинале и Эдвардо Лаваньо в финале. 
Дебютировал на Уимблдонском чемпионате 2023 года в качестве счастливчика-неудачника, но уступил в первом же раунде Давиду Гоффену. На своём втором турнире серии Большого шлема Марожан вышел во второй раунд Открытого чемпионата США 2023 года. В первом круге он победил Ришара Гаске в пятисетовом матче. Во втором раунде проиграл французу Адриану Маннарино. 
На Мастерсе в Шанхае в 2023 года он дошел до четвертьфинала, по ходу турнира победив Артура Риндеркнеха, 11-го сеяного Алекса де Минора и Душана Лайовича, Каспера Рууда. Фабиан стал первым венгром с 1990 года, вышедшим в четвертьфинал на уровне "Мастерс 1000". В четвертьфинале проиграл 16-му сеяному Хуберту Хуркачу в трех сетах.
В результате высокого рейтинга дебютировал в основной сетке на Открытом чемпионате Австралии 2024 года, где в первом поединке одолел Марина Чилича, а затем обыграл Франсиско Серундоло. В третьем раунде в четырёх сетах уступил Тейлору Фритцу. После этого турнира достиг 56-й строчки в мировом рейтинге. 

## Рейтинг на конец года
| Год  | Одиночный рейтинг | Парный рейтинг |
| 2023 | 64                | 1028           |
| 2022 | 173               | 497            |
| 2021 | 371               | 635            |
| 2020 | 527               | 514            |
| 2019 | 541               | 547            |
| 2018 | 931               | 969            |

## Выступления на турнирах

### Финалы турнировATPв одиночном разряде (0)

#### Поражения (0)
| Легенда                     |
| --------------------------- |
| Турниры Большого шлема (0)* |
| Итоговый турнир ATP (0)     |
| ATP Мастерс 1000 (0)        |
| АТР 500 (0)                 |
| АТР 250 (0)                 |

| Титулы по покрытиям | Титулы по месту проведения матчей турнира |
| ------------------- | ----------------------------------------- |
| Хард (0)            | Зал (0)                                   |
| Грунт (0)           | Зал (0)                                   |
| Трава (0)           | Открытый воздух (0)                       |
| Ковёр (0)           | Открытый воздух (0)                       |

* количество побед в одиночном разряде.